# Gary Chalk
Pour les articles homonymes, voir Chalk.
Pour l’article ayant un titre homophone, voir Garry Chalk.
Gary Chalk, né en 1952, est un illustrateur et sculpteur de figurines britannique, naturalisé français, spécialisé dans la littérature pour enfants et la fantasy.

## Biographie
Né en 1952, Gary grandit dans la région rurale du Hertfordshire, en Angleterre. Il commence à jouer à des jeux de guerre à l'âge de 15 ans. Il obtient son Bachelor of Arts en design, et devient professeur d'art appliqué et de design avant de se lancer comme artiste indépendant.
Il a travaillé pour les éditeurs de livres Hachette, Random House, Templar, Dorling Kindersley et Greenwillow. Il a aussi travaillé pour les éditeurs de jeux MB Games, Rackham Miniatures et Games Workshop, en particulier, c'est le créateur des jeux Cry Havoc et Battlecars.
En France, il est surtout connu pour être l'illustrateur des livres-jeux Loup Solitaire. Il a en particulier créé des illustrations originales pour la version française du jeu de rôle (édité par Mongoose Publishing en VO, par Le Grimoire en VF).

## Œuvres illustrées
Romans
- Dans la série Rougemuraille : Cluny le Fléau, Mariel, et Martin le guerrier ;
- dans la série La Guerre des clans : Erin Hunter (ill. Gary Chalk), La Quête d'Étoile de Feu [« Firestar's Quest »], HarperCollins/Pocket Jeunesse, 2007
- (en) Ellen Schecter (ill. Gary Chalk), The Boy Who Cried "Wolf!", Bantam, 1994, 32 p. (ISBN 978-0-553-09043-7)

Livres-jeu
- Football Fantasy
- dans la série Loup Solitaire : Les Maîtres des ténèbres (1), La Traversée infernale (2), Les Grottes de Kalte (3), Le Gouffre maudit (4), Le Tyran du désert (5), La Pierre de la sagesse (6), La Forteresse maudite (7), Dans l'Enfer de la jungle (8)
- Prince of Shadows

Jeux de société
- Battlecars et son extension Battlebikes (Games Workshop)
- Curse of the Mummy's Tomb (Stephen Hand, éd. Games Workshop, 1988)
- Starship Captain
- Talisman (Robert J. Harris, éd. Games Workshop, 1983)
- HeroQuest (éd. Games Workshop, 1989)
- Jeux de rôle
  - Cadwallon (éd. Rackham)
  - Caverns of the Dead : scénario médiéval-fantastique « générique[3] » (Games Designer's Workshop, 1984)
  - Loup Solitaire, version française
  - pour Warhammer Fantasy Roleplay (éd. Games Workshop) : L'Empire en flammes (Carl E. Sargent, 1991), Le Grimoire du Chaos — Les Terres du Nord (éd. Le Grimoire, 2004), Le Seigneur des liches (Graeme Davis, Carl E. Sargent, 1991)
  - Wastburg, de Philippe Fenot, Cédric Ferrand et Tristan Lhomme, édité en 2013 par Les XII Singes  (ISBN 978-2-918045-41-0)
- Jeux de guerre
  - Cry Havoc (éd. Standard Games, 1981)
  - Fantasy Warlord (Ian Bailey et Gary Chalk, éd. Folio Works, 1990)